# قطعنامه ۱۵۵۰ شورای امنیت
قطعنامه ۱۵۵۰ شورای امنیت سازمان ملل متحد که در تاریخ ۲۹ ژوئن ۲۰۰۴ تصویب شد، سندی بین‌المللی دربارهٔ بررسی وضعیت خاورمیانه است. این قطعنامه طی نشست ۴۹۹۸ام با ۱۵ رای موافق، ۰ مخالف و ۰ ممتنع تصویب شد.